# Cypr na Zimowych Igrzyskach Olimpijskich 1988
Cypr na Zimowych Igrzyskach Olimpijskich 1988 w Calgary reprezentowało troje zawodników.

## Narciarstwo alpejskie
Mężczyźni
| Zawodnik            | Konkurencja   | Wyścig 1     | Wyścig 2 | Suma         | Suma    |
| Zawodnik            | Konkurencja   | Czas         | Czas     | Czas         | Miejsce |
| ------------------- | ------------- | ------------ | -------- | ------------ | ------- |
| Alechis Fotiadis    | Supergigant   |              |          | DNF          | –       |
| Sokratis Aristodimu | Supergigant   |              |          | 2:03.10      | 48      |
| Alechis Fotiadis    | Slalom gigant | 1:23.17      | 1:20.45  | 2:43.62      | 58      |
| Sokratis Aristodimu | Slalom gigant | 1:20.54      | 1:16.53  | 2:37.07      | 54      |
| Alechis Fotiadis    | Slalom        | Nie ukończył | –        | Nie ukończył | –       |
| Sokratis Aristodimu | Slalom        | 1:11.48      | 1:04.62  | 2:16.10      | 32      |

Kobiety
| Zawodniczka      | Konkurencja   | Wyścig 1 | Wyścig 2 | Suma    | Suma    |
| Zawodniczka      | Konkurencja   | Czas     | Czas     | Czas    | Miejsce |
| ---------------- | ------------- | -------- | -------- | ------- | ------- |
| Karolina Fotiadu | Slalom gigant | 1:19.02  | 1:25.56  | 2:44.58 | 27      |
| Karolina Fotiadu | Slalom        | 1:07.36  | 1:07.56  | 2:14.92 | 26      |